# Buck-Tick
Buck-Tick (чаще пишется BUCK-TICK) — японская рок-группа. Основанная в 1983 году в городе Фудзиока, префектура Гумма, группа существует в неизменном составе с 1985.
В 1987 году они первыми на инди-сцене выпустили свой альбом не только в формате LP, но и на компакт-дисках (первый альбом группы «HURRY UP MODE»). Они практически первыми показали в своих клипах фан-сервис. Также Buck-Tick является одной из первых групп, снявших видеоклипы для всех песен альбома (альбом «Aku no Hana», 1990 год). Наравне с X Japan считаются основателями стиля visual kei.
Buck-Tick работали во многих музыкальных жанрах, но, несмотря на это, группа обладает своим узнаваемым звучанием. Каждый их новый альбом исполнен в уникальном стиле и не похож на предыдущие.
Помимо работы в группе, участники Buck-Tick сотрудничали со многими известными музыкантами, как японскими, так и зарубежными, занимались сольными работами и создали несколько успешных сайд-проектов.
И, по-прежнему, невзирая на солидный для группы возраст, они не только сохраняют старых фанатов, но и постоянно привлекают новых, создавая новые альбомы и экспериментируя с новыми стилями. В настоящее время, группа имеет многочисленных фанатов не только в Японии, но и в США, Канаде, России, Бразилии, Испании, Корее, Нидерландах, Франции, Германии, Великобритании, Италии и других странах мира.

## Состав
- Ацуси Сакураи  (яп. 櫻井 敦司 Сакураи Ацуси,  7 марта 1966, Фудзиока, Гумма) - 19 октября 2023, Йокогама — ударные (до 1985 года), вокал, саксофон (тур «darker than darkness», альбом «Six/Nine») †
- Хисаси Имаи  (яп. 今井 寿 Имаи Хисаси,  род. 21 октября 1965, Фудзиока, Гумма) — гитара, терменвокс, бэк-вокал и шумовые эффекты
- Хидэхико «HIDE» Хосино  (яп. 星野 英彦 Хосино Хидэхико, род. 16 июня 1966, Фудзиока, Гумма) — гитара, клавишные, бэк-вокал
- Ютака «U-TA» Хигути  (яп. 桶口豊 Хигути Ютака, род. 24 января 1967, Такасаки, Гумма) — бас-гитара
- Толл Ягами  (яп. ヤガミ・トール Ягами То:ру, род. 19 августа 1962, Такасаки, Гумма) — барабаны, перкуссия

Бывшие участники
- Араки (яп. アラキ) — вокал (до 1985 года)

## История

### Первые годы
Группа начала свою историю в 1983 году под названием «Hinan Go-Go» («hinan» в переводе с японского — «критика»). Её основателями стали два друга из города Фудзиока Хисаси Имаи и Ютака Хигути. В первый год своего существования группа играла исключительно каверы.
Вскоре к группе присоединились Хидэхико Хосино (гитара), Араки (вокал) и Ацуси Сакураи (ударные). С этим составом у группы появляется первая собственная песня, написанная Имаи. Окончив школу, Имаи и Араки поступают учиться в Токио. Через год в Токио переезжают и Хидэхико Хосино с Ютакой Хигути. Сакураи остается дома, и группа играет только по выходным, когда все участники могут собраться на репетицию.
Летом 1984 года коллектив меняет своё название на «BUCK-TICK» (вольное написание японского слова «bakuchiku» — «фейерверк»). Группу покидает Араки, и его место у микрофона занимает Сакураи. Барабанщиком группы становится старший брат Ютаки Хигути — Толл Ягами. Таковым состав группы остается до сих пор.

### Становление
В 1986 году группа подписывает контракт с независимым лейблом «Taiyo Records» и выпускает свой первый сингл «To-Search». В апреле 1987 года выходит первый альбом «Hurry Up Mode».
В 1987 году на одном из ведущих лейблов Victor выходит второй альбом «Sexual XXXXX!». Группа становится популярной. В 1988 году коллектив записывает третий альбом «Seventh Heaven».
В сентябре 1988 года группа отправляется в Лондон для записи альбома «Taboo». Записывается сингл «Just One More Kiss». В том же году группа выигрывает в номинации «Новичок года» на Japan Record Awards.
В мае 1989 года группа отправляется в тур в поддержку альбома «Taboo», но вынуждена его прервать в связи с арестом Хисаси Имаи за хранение ЛСД. Поклонники и пресса озабочены вопросом — не приведет ли это к распаду группы, но осенью 1989 года BUCK-TICK возвращаются в студию и записывают сначала сингл, а затем и альбом «Aku no Hana» (яп. «Цветы Зла», в честь одноименного произведения Бодлера).
В 1990 году BUCK-TICK снова отправляется в турне, а летом записывает альбом «Symphonic Buck-Tick in Berlin», на котором исполняет свои песни в сопровождении Берлинского камерного оркестра. Осенью приступают к записи сингла «Speed» и альбома «Kurutta Taiyou» (яп. «Безумное Солнце»), вышедших в следующем году. Почти все тексты написаны Сакураи. Звучание группы усложняется и становится глубже, используются только появившиеся MIDI-эффекты. 24 февраля группа дает уникальный, по тем временам, концерт «Satellite Circuit» (англ. «Спутниковая Связь»), записанный в студии и транслируемый по кабельному телевидению. Выходят синглы «M・A・D» и «Jupiter».
В 1992 году группа выпускает альбом собственных ремейков «Koroshi no Shirabe This Is NOT Greatest Hits» («Мелодии Убийства. Это НЕ величайшие хиты») и отправляется в грандиозный тур, закончившийся двухдневным живым шоу в Йокогаме под названием «Climax Together» (англ. «Оргазм Вместе»).
21 мая 1993 года BUCK-TICK выпускает сингл «Dress» — это одна из известнейших песен группы (в 2005 году была переиздана и послужила заглавной песней к аниме «Trinity blood»). Вслед за ним выходит альбом «darker than darkness -style93-». При записи альбома музыканты пробовали экспериментировать с новыми для них инструментами — клавишными и саксофоном. В том же году записывается сингл «Die».
С 1994 года начинается активное участие музыкантов в сайд-проектах.
В конце мая 1995 года BUCK-TICK записывает сингл «Uta», а за ним выходит альбом «Six/Nine», еще более психологический и концептуальный, чем предыдущий.

### Период киберпанка
В 1996 году группа выпускает девятый студийный альбом «Cosmos», в котором отчетливо слышно влияние киберпанка. Коллектив отправляется в тур, который пришлось срочно прервать в связи с болезнью вокалиста (Сакураи заболевает перитонитом и группа возвращается в Токио)
В 1997 году группа переходит на лейбл Mercury/PolyGram. Музыканты играют отмененные в прошлом году концерты. 10 декабря выходит десятый студийный альбом «Sexy Stream Liner», продолжающий жанр киберпанка. Участники меняют свой внешний облик, появляются фирменные татуировки и электронные детали на костюмах. BUCK-TICK на концертах начинает использовать терменвокс.
Вышедший в 1998 году сингл «Gessekai» становится заглавной песней к аниме «Nightwalker: Midnight Detective». Благодаря буму на аниме и Интернету, песня представляет группу многочисленным поклонникам во всем мире.
В 1998 — 1999 годах участники, главным образом, заняты в сайд-проектах, что не мешает BUCK-TICK записать несколько синглов.
В 2000 году группа снова меняет лейбл и переходит на BMG/Funhouse. В этот период популярность группы растет и за рубежом. Когда музыканты приезжают в Корею, их встречает неожиданно большое количество поклонников. Позже, в 2001 году группа принимает участие в ежегодном Soyo Rock Festival в Сеуле.
20 сентября 2000 года группа, после почти трехлетнего перерыва, выпускает альбом «One Life, One Death» и проводит тур в его поддержку.
В 2001 году образовывается супергруппа «Schwein», где помимо Сакураи и Имаи, участвуют Реймонд Уоттс (Pig) и Саша Конецко (KMFDM).
В феврале 2002 года выходит альбом «Kyokutou I Love You» (яп., англ. «Дальний Восток Я люблю Тебя»). Первоначально планировалось издать его двойным альбомом с «Mona Lisa Overdrive», но, в итоге, «Mona Lisa Overdrive» вышел ровно через год. Тем не менее оба альбома представляют собой единое целое, все также ориентированное на киберпанк (в частности, «Mona Lisa Overdrive» — одно из произведений основателя стиля киберпанк Уильяма Гибсона).
2004 год проходит в сольных проектах, хотя группа и дает несколько крупных концертов, в частности два концерта в Йокогаме под названием «Devil and Freud. Climax Together» (англ. «Дьявол и Фрейд. Оргазм Вместе»).

### «Готический» период
6 апреля 2005 года выходит новый альбом 十三階は月光 (яп. «13-й этаж в Лунном Свете»). На стилистику альбома очень повлияло сольное творчество Сакураи, тяготеющее к готике. Новое звучание группы, на волне популярности visual kei и Gothic & Lolita, только прибавляет BUCK-TICK поклонников. Живые выступления становятся драматичнее, театральнее, много внимания уделяется декорациям и костюмам. В декабре выходит трибьют группы под названием «Parade ~Respective Tracks of BUCK-TICK~».
В 2006 году группа празднует своё 20-летие и выпускает сингл «Kagerou», который становится финальной заставкой аниме ×××HOLiC.
В 2007 году BUCK-TICK выпускает сингл «Rendezvous» и отправляется в трибьют-тур по случаю юбилея, который заканчивается масштабным концертом в Йокогаме при участии всех музыкантов, исполнивших песни группы на трибьюте. Вскоре выходит альбом «Tenshi no Revolver» (яп. «Револьвер Ангела»), в котором группа отказывается от синтезаторов, немного отходя от канонов готики.
18 февраля 2009 года заканчивается работа над альбомом «memento mori», ознаменовавшаяся очередным туром группы, с заключительным концертом в Токио.
13 октября 2010 года выходит восемнадцатый по счёту альбом, получивший название «Razzle Dazzle». C 15 октября группа отправляется в тур в поддержку альбома.

### RAZZLE DAZZLE (2011-2012)
В связи с землетрясением, произошедшим 11 марта в Японии было официально объявлено об отмене концертов тура «Utakata no RAZZLE DAZZLE» (яп. うたかたのRAZZLE DAZZLE), запланированных на 12, 21, 26 марта, 2 и 3 апреля, а также выступлений для членов официального фан-клуба «FISH TANKer’s ONLY 2011», запланированных на 13 и 20 марта.
Ацуси и Хисаси принимали участие в благотворительной программе «SHOW YOUR HEART», организатором которой являлся японский музыкант и актёр Gackt, целью данной программы был сбор средств в поддержку пострадавших, первый этап прошел с 13 по 31 марта, все средства собранные в результате были переданы организации Японский Красный Крест.
15 марта у группы появился официальный Twitter, также 15-го числа сообщили о переносе даты релиза нового видео «TOUR 2010 go on the RAZZLE DAZZLE».
Имаи Хисаси принял участие в художественной выставке под названием Otogibanashi no Sekai (яп. おとぎ話の世界, «Мир сказок»), которая проходила с 26 марта по 10 апреля в галерее Yokohama Romankan (яп. 横濱浪漫館). Три его рисунка — Hane (яп. 羽, «Крылья»), Hana (яп. 花, «Цветок») и Inori (яп. 祈り, «Молитва») — были проданы с аукциона, средства от продажи были перечислены в фонд организации Японский Красный Крест.
6 апреля вышло видео «TOUR 2010 go on the RAZZLE DAZZLE» (первоначально планировалось, что видео выйдет 23 марта).
В связи с приближением 25-летней годовщины дебюта группы (21 сентября 2012 года) был создан специальный сайт, на котором ведётся отсчёт времени до этого события. Также 21 октября 2011 года был создан оригинальный лейбл группы под названием Lingua Sounda (яп. リンガ・サウンダ).

### Настоящее время и смерть Сакураи
29 января 2020 года Buck-Tick выпустили сингл "Datenshi" и свой третий трибьют-альбом Parade III -Respective Tracks of Buck-Tick-. Был анонсирован тур для фан-клуба, но затем отложен и окончательно отменен из-за пандемии COVID-19. Еще один сингл, "Moonlight Escape", был выпущен 26 августа. "Abracadabra", их двадцать второй студийный альбом, был выпущен 21 сентября и занял третье место в чарте Oricon. Участники группы появляются в аниме "Peach Booty G", показанном на мероприятии "virtual reality/augmented reality" в телебашне Нагоя 6 ноября. В сентябре 2021 года они выпустили свой сорок первый сингл под названием "Go-Go B-T Train", который достиг пятого места. Длительный национальный тур было запланировано начать в конце октября, несмотря на продолжающуюся пандемию COVID-19. Однако в конечном итоге тур был отменен после того, как врачи порекомендовали Имаи пройти длительную реабилитацию после перелома левой бедренной кости, который он получил в августе. Несмотря на это, группа провела традиционный окнцерт 29 декабря в Nippon Budokan.
В июне 2022 года группа объявила о своих планах на 35-ю годовщину своего дебюта. 21 сентября они выпустили специальный концептуальный сборник из 5 дисков под названием "Catalogue The Best 35th Anniv." (с 80 песнями на дисках, названных на эсперанто как "Ribelo", "Gotika", "Elektrizo", "Fantazio", "Espero"), который достиг восьмого места в чарте Oricon. Они также отыграли несколько масштабных концертов в Yokohama Arena во время национального тура в честь годовщины, который завершился в декабре в Nippon Budokan.
В марте 2023 года они выпустили синглы "Taiyou to Icaros" и "Mugen Loop", вошедшие в топ-10 чартов, за которыми 12 апреля последовал выпуск их двадцать третьего студийного альбома "Izora". Он достиг 2-й позиции в чарте Oricon и стал их первым альбомом из тройки лучших в чарте горячих альбомов Billboard Japan. В поддержку альбома состоялся тур с более чем 20 концертами в 18 местах, завершившийся 17 и 18 сентября в музыкальном центре Gunma в родном городе группы. В том же месяце в нескольких кинотеатрах по всей стране были показаны записи двух дней "Parade", - концертов, посвященных 35-летию группы. Два параллельных концертных тура, один для фан-клуба, а второй общий, были запланированы на период с октября по декабрь.
19 октября 2023 года, во время концерта в KT Zepp Yokohama, который был предназначен исключительно для членов фан-клуба Buck-Tick, Сакураи был срочно доставлен в больницу из-за внезапных признаков болезни, резко закончив выступление после трех песен. Он умер от кровоизлияния в ствол головного мозга в больнице позже той же ночью в возрасте 57 лет. Группа объявила о его смерти 24 октября. Buck-Tick также объявили об отмене всех ранее запланированных выступлений. Они провели двухдневное мемориальное мероприятие в честь Сакураи под названием The Ceremony -Atsushi Sakurai- в Zepp Haneda 8 и 9 декабря. Группа провела выступление Buck-Tick Phenomenon -2023- в Nippon Budokan 29 декабря, используя записанный вокал Сакураи с различных старых концертов. Ранее они планировали провести выступление The Day in Question 2023 в том же месте, но отменили его из-за смерти Сакураи. Однако после обсуждения между участниками группы и их персоналом Buck-Tick решили перезапустить его под новым названием.

## Сайд-проекты и сольные работы участников

### Хосино Хидэхико
Единственной сольной работой Хидэ стала песня «Jarring Voice», вошедшая в сборник «Dance 2 Noise 001» (21 октября 1991). Хидэ написал для неё музыку и слова, также это единственная песня, в которой он выступает в роли вокалиста.

### Сакураи Ацуси
Первой работой Сакураи вне группы стала песня, написанная совместно с рок-группой из Нидерландов Clan of Xymox. Песня «Yokan» (яп. 予感, «Предчувствие»), для которой Ацуси написал слова, а Ронни Морингс (нидерл. Ronny Moorings) и Анка Волберт (нидерл. Anka Wolbert) написали музыку и сделали аранжировку, вошла в сборник «Dance 2 Noise 002» (21 марта 1992).
В 2004 году, когда почти все участники Buck-Tick были заняты своими проектами, Ацуси начал успешную сольную карьеру. Он выпустил три сингла и альбом «Ai no Wakusei» (яп. 愛の惑星, «Планета любви»), в который также вошла реконструкция его первой сольной композиции «Yokan». В декабре было издано концертное видео «-EXPLOSION- Ai no Wakusei Live 2004». Кроме того, в этом же году Ацуси дебютирует как актёр, исполнив главную роль в короткометражном фильме «LONGINUS» (реж. Рюхэй Китамура), и выпускает книгу своих стихов, под названием «Yasou» (яп. 夜想, «Ноктюрн»).

### SCHAFT
Проект Имаи Хисаси и Маки Фудзии  (яп. 藤井麻輝 Фудзии Маки) (SOFT BALLET). В 1991 году, они вдвоем написали песню «Nicht Titel», которая вошла в сборник «Dance 2 Noise 001». Позднее к ним присоединился Реймонд Уоттс (PIG), и в таком составе они записали студийный альбом «Switchblade» (21 сентября 1994), а затем альбом ремиксов «Switch Remix». Кавер-версия песни Марианны Фейтфулл «Broken English» в исполнении SCHAFT (вокал — Джулианна Риген (англ. Julianne Regan)) стала музыкальным сопровождением к трейлеру OVA Hellsing Ultimate. Также группа выпустила промосингл «Visual Cortex», концертное видео «Switchblade Visual Mix», и был снят видеоклип на композицию «Arbor vitate».

### Schwein
Основная статья: Schwein
Интернациональная супер-группа, образованная в 2001 году, участниками которой были Ацуси Сакураи, Хисаси Имаи, Реймонд Уоттс и Саша Конецко (KMFDM). Schwein записали два альбома — «Schweinstein» (9 мая 2001) и альбом ремиксов «Son of Schweinstein» (5 сентября 2001), а также промосингл «Son of Schweinstein Sampler», вышедший ограниченным тиражом на LP. В июне 2001 года они проехали с коротким туром «Schwein Fest» по Японии, во время которого исполнялись песни Schwein, SCHAFT и Buck-Tick. Единственным видео группы стал клип на песню «You’re my disease».

### Lucy
Проект Имаи Хисаси, Киёси (KIYOSHI), настоящее имя Киёси Хомма (яп. 本間 清司 Хомма Киёси) (ex. media youth, ex. hide with Spread Beaver, machine) и Кацусигэ Окадзаки (яп. 岡崎達成 Окадзаки Кацусигэ) (ex. M-AGE, AGE of PUNK), основанный в 2004 году. 9 июня группа выпустила свой первый альбом «Rockarollica», после чего отправилась в тур «~Shout, Speed, Shake Your Rockarollica~», а в ноябре 2004 года вышло видео «Lucy Show ~Shout, Speed, Shake Your Rockarollica~». Затем Хисаси вновь вернулся к работе с Buck-Tick.
В 2006 году участники Lucy снова воссоединяются, записывая сначала сингл «Bullets —Shooting Super Star—» (29 марта 2006) и второй альбом «Rockarollica II» (26 апреля 2006), после чего отправляются в тур «Lucy Show 002», по результатам которого выходят два DVD «Lucy Show 002 Live at Studio Coast» и «Lucy Show 002 Live at Unit» (1 ноября 2006). Также у группы есть два видеоклипа на песни «Bullets —Shooting Super Star—» и «Double Big Bang».

### Wild Wise Apes
Совместный проект Хигути Ютаки и Ацуси Окуно (яп. 奥野敦士 Окуно Ацуси) (ROGUE), также созданный в 2004 году. Группа выпустила всего один альбом «3rd World» (14 июля 2004 — для членов FISH TANK; 28 июля), дав в его поддержку два концерта — в Токио и Гумме.

### Yagami Toll & The Blue Sky
В 2004 году барабанщик Buck-Tick также организует свой проект совместно с The Blue Sky и Optical Surfers, назвав его Yagami Toll & The Blue Sky. Группа выпускает всего один альбом «1977/Blue Sky» (28 июля 2004), Толл выступает в роли барабанщика и вокалиста. Этот альбом посвящён старшему брату Толла, погибшему в 1977 году, и оказавшему сильное влияние на его музыкальные пристрастия и становление в качестве музыканта. Группа не проводила никаких туров в поддержку альбома и не выпустила ни одного видео.

### dropz
Сайд-проект Хосино Хидэхико, совместно с Келли Али (англ. Kelli Ali, настоящее имя Kelli Dayton) (ex. Sneaker Pimps) и Синъити Нагао (яп. 長尾伸一 Нагао Синъити), известным как CUBE JUICE, основанный в 2005 году. Группа выпустила альбом «Sweet Oblivion» (4 апреля 2007), который можно было приобрести отдельно или в комплекте с альбомом ремиксов. Музыку ко всем песням альбома написал Хидэ, а слова — Келли Али. Группа не выпускала видео, но у неё есть анимационный клип на композицию «To watch me Crawl».

## Дискография
Основная статья: Дискография Buck-Tick

### Альбомы
- HURRY UP MODE — 1 апреля 1987 года
- SEXUAL XXXXX! — 21 ноября 1987 года
- ROMANESQUE — 21 марта 1988 года
- SEVENTH HEAVEN — 21 июня 1988 года
- TABOO — 18 января 1989 года
- Aku no Hana — 1 февраля 1990 года
- HURRY UP MODE (1990MIX) — 8 февраля 1990 года
- Symphonic Buck-Tick in Berlin — 21 июля 1990 года
- Kurutta Taiyou — 21 февраля 1991 года
- Koroshi no Shirabe This is NOT Greatest Hits — 21 марта 1992 года
- darker than darkness-style 93- — 23 июня 1993 года
- Shapeless — 24 августа 1994 года
- Six/Nine — 15 мая и 21 сентября 1995 года
- CATALOGUE1987-1995 — 1 декабря 1995 года
- COSMOS — 21 июня 1996 года
- SEXY STREAM LINER — 10 декабря 1997 года
- LTD — 11 марта 1998 года
- SWEET STRANGE LIVE DISC — 12 августа 1998 года
- BT — 20 марта 1999 года
- 97BT99 — 29 марта 2000 года
- ONE LIFE, ONE DEATH — 20 сентября 2000 года
- ONE LIFE, ONE DEATH CUT UP — 28 марта 2001 года
- SUPER VALUE BUCK-TICK — 19 декабря 2001 года
- Kyokutou I LOVE YOU — 6 марта 2002 года
- Mona Lisa OVERDRIVE — 13 февраля 2003 года
- at the night side — 7 апреля 2004 года
- 十三階は月光 — 6 апреля 2005 года
- CATAROGUE 2005 — 7 декабря 2005 года
- PARADE～RESPECTIVE TRACKS OF BUCK-TICK～ — 21 декабря 2005 года
- Tenshi no Revolver — 19 сентября 2007 года
- memento mori — 18 февраля 2009 года
- RAZZLE DAZZLE — 13 октября 2010 года
- Yume Miru Uchuu — 19 сентября 2012 года
- Arui Wa Anarchy — 4 июня 2014 года
- アトム 未来派 No.9 — 28 сентября 2016 года
- No.0 — 14 марта 2018 года[7]
- Abracadabra — 21 сентября 2020 года[7]
- 異空 -Izora- — 12 апреля 2023 года.

### Синглы
- TO-SEARCH — 21 октября 1986 года
- JUST ONE MORE KISS — 26 октября 1988 года
- Aku no Hana — 24 января 1990 года
- Speed — 21 января 1991 года
- M・A・D — 5 июня 1991 года
- JUPITER — 30 октября 1991 года
- Dress — 21 мая 1993 года
- die — 21 октября 1993 года
- Uta — 24 марта 1995 года
- Kodou — 21 апреля и 21 сентября 1995 года
- Mienai Mono wo Miyou to Suru Gokai Subete Gokai da — 21 сентября 1995 года
- Candy — 22 мая 1996 года
- Heroine — 12 ноября 1997 года
- Sasayaki — 11 марта 1998 года
- Gessekai — 13 мая 1998 года
- BRAN-NEW LOVER — 14 июля 1999 года
- Miu — 20 октября 1999 года
- GLAMOROUS — 6 сентября 2000 года
- 21st Cherry Boy — 21 ноября 2001 года
- Kyokutou Yori Ai wo Komete — 20 февраля 2002 года
- Zangai — 8 января 2003 года
- Gensou no Hana — 3 декабря 2003 года
- ROMANCE — 2 марта 2005 года
- Dress (bloody trinity mix) — 2 апреля 2005 года
- Kagerou — 2 августа 2006 года
- RENDEZVOUS — 6 июня 2007 года
- Alice in Wonder Underground — 8 августа 2007 года
- HEAVEN — 17 декабря 2008 года
- GALAXY — 14 января 2009 года
- Dokudanjou Beauty — 24 марта 2010 года
- Kuchizuke — 1 сентября 2010 года
- Elise no tame ni — 23 мая 2012 года
- MISS TAKE - Boku ha Miss·Take — 4 июля 2012 года
- LOVE PARADE STEPPERS -PARADE- — 22 января 2014 года
- Keijijou Ryuusei — 14 мая 2014 года
- New World — 26 сентября 2016 года
- BABEL — 11 сентября 2017 года
- Moon さよならを教えて — 21 февраля 2018 года[7]
- 獣たちの夜 ／ RONDO — 22 мая 2019 года[7]
- MOONLIGHT ESCAPE — 26 августа 2020 года[7]
- Go-Go B-T TRAIN — 22 сентября 2021 года

## Книги
| Название                                                                          | Дата выхода Издательство ISBN                                                                         | Примечания |
| --------------------------------------------------------------------------------- | --- | --- |
| BUCK-TICK                                                                         | 27 ноября 1987 года WANI BOOKS CO.,LTD. (яп. ワニブックス) ISBN 4-88618-000-0                         | |
| HEARTS 1, 2 и 3 выпуски                                                           | выходили с 1988 по 1989 год PRINCESS COMICS ISBN 4-253-07183-X ISBN 4-253-07184-8 ISBN 4-253-07185-6  | Комиксы, о девушке, влюбленной в группу Bluck-Tlick, автор Куми Химэно (яп. 姫野くみ Химэно Куми)                                                                   |
| HYPER                                                                             | 7 марта 1989 года Sony Magazines Inc. (яп. ソニーマガジンズ) ISBN 4-7897-0431-9                       | |
| LOVE ME                                                                           | 14 марта 1989 года SHINKO MUSIC ENTERTAINMENT CO., LTD. (яп. シンコーミュージック) ISBN 4-401-61275-2 | Биография группы с самого начала до концерта в Ниппон Будокан в январе 1989 года, составители — Ясуэ Мацуура и Такао Накагава                                       |
| Tenshi no Zawameki (яп. 天使のざわめき, «Ангельский шелест») ~ My Buck-Tick Story | март 1990 года OHTA PUBLISHING COMPANY ISBN 4-900416-83-5                                             | Автор — Киёри Мацумото (яп. 松本きより Мацумото Киёри). Книга, написанная журналисткой, фанаткой группы. Воспоминания о встречах и интервью с участниками Buck-Tick |
| HYPER NUMBER 3                                                                    | 15 июня 1990 года FOOL'S MATE (яп. フールズメイト)                                                    | Фотографии участников группы, интервью, профайлы, хронология до середины 1990 года с комментариями группы, фотографии костюмов                                      |
| BT8992                                                                            | 2 декабря 1992 года rockin'on inc. (яп. ロッキング・オン) ISBN 4-947599-21-9                          | |
| SHAPELESS                                                                         | 5 октября 1994 года Sony Magazines Inc. (яп. ソニーマガジンズ) ISBN 4-7897-0927-2                     | Книга посвящена десятилетию группы |
| WORDS BY BUCK-TICK                                                                | 6 марта 2002 года SHINKO MUSIC ENTERTAINMENT CO., LTD. (яп. シンコーミュージック) ISBN 4-401-61726-6  | Интервью и фотографии, опубликованные в журналах B-PASS и Ongaku to Hito (яп. 音楽と人)                                                                             |
| IKONOKRUSM                                                                        | 21 сентября 2002 года Sony Magazines Inc. (яп. ソニーマガジンズ) ISBN 4-7897-1873-5                   | |
| BUCK-TICK TOUR GUIDE BOOK 13th FLOOR WITH MOONSHINE                               | 25 июня 2005 года Pia Corporation (яп. ぴあ) ISBN 4-8356-0747-3                                       | Фотографии участников группы, фотографии с выступлений тура, костюмы, комментарии                                                                                   |
| Oral History                                                                      | февраль 2006 года Sony Magazines Inc. (яп. ソニーマガジンズ) ISBN 4-7897-2778-5                       | Книга посвящена двадцатилетию группы. Фотографии и интервью из журналов «Pati-Pati Rock’n’Roll», «UV», «PATi PATi» 1985—2005 годов                                  |
| TOUR 2009 memento mori PIX                                                        | 11 сентября 2009 года FOOL'S MATE (яп. フールズメイト) ISBN 4-938716-62-3                             | |